# 가나안인
가나안인(Canaanite)은 고대 가나안에 거주하던 민족이다. 그들은 인류 역사에서 가장 오래된 문명 중 하나였다고 생각된다.

## 역사
레반트에는 기원전 3천년 중반부터 이 땅을 카나나움이라고 부르는 사람들이 거주했다. 아카드어 "키나후"라는 단어는 해안의 뿔소라속 연체동물로 염색한 보라색 양모를 의미하며, 이 양모는 이 지역의 주요 수출품이었다. 고대 그리스인들이 나중에 가나안인들과 무역을 했을 때, 그들이 가나안인들을 페니키아인으로 불렀다. 이는 그리스어 단어로 "포에닉스"("진홍색" 또는 "보라색")인데, 이는 그리스인들이 거래하는 천을 뜻하기도 하였다. "포에닉스"라는 단어는 로마인들에 의해 "포에누스"로 표기되었다. 카르타고에 정착한 가나안 정착민의 후손도 마찬가지로 포에니인으로 불렸다.
따라서 "페니키아인"과 "가나안인"은 사실상 동일한 문화를 지닌 같은 민족을 지칭하는 반면, 고고학자와 역사가들은 일반적으로 기원전 1200년 이전의 청동기 시대 레반트의 민족을 가나안인으로 지칭하고, 이들의 철기 시대 후손, 특히 해안에 거주하는 사람들을 페니키아인으로 지칭한다. 최근에 "가나안인"이라는 용어는 아람인의 지배를 받지 않은 레반트 내륙의 2차 철기 시대 국가들을 가리키는 데 사용되었다.

## 문화

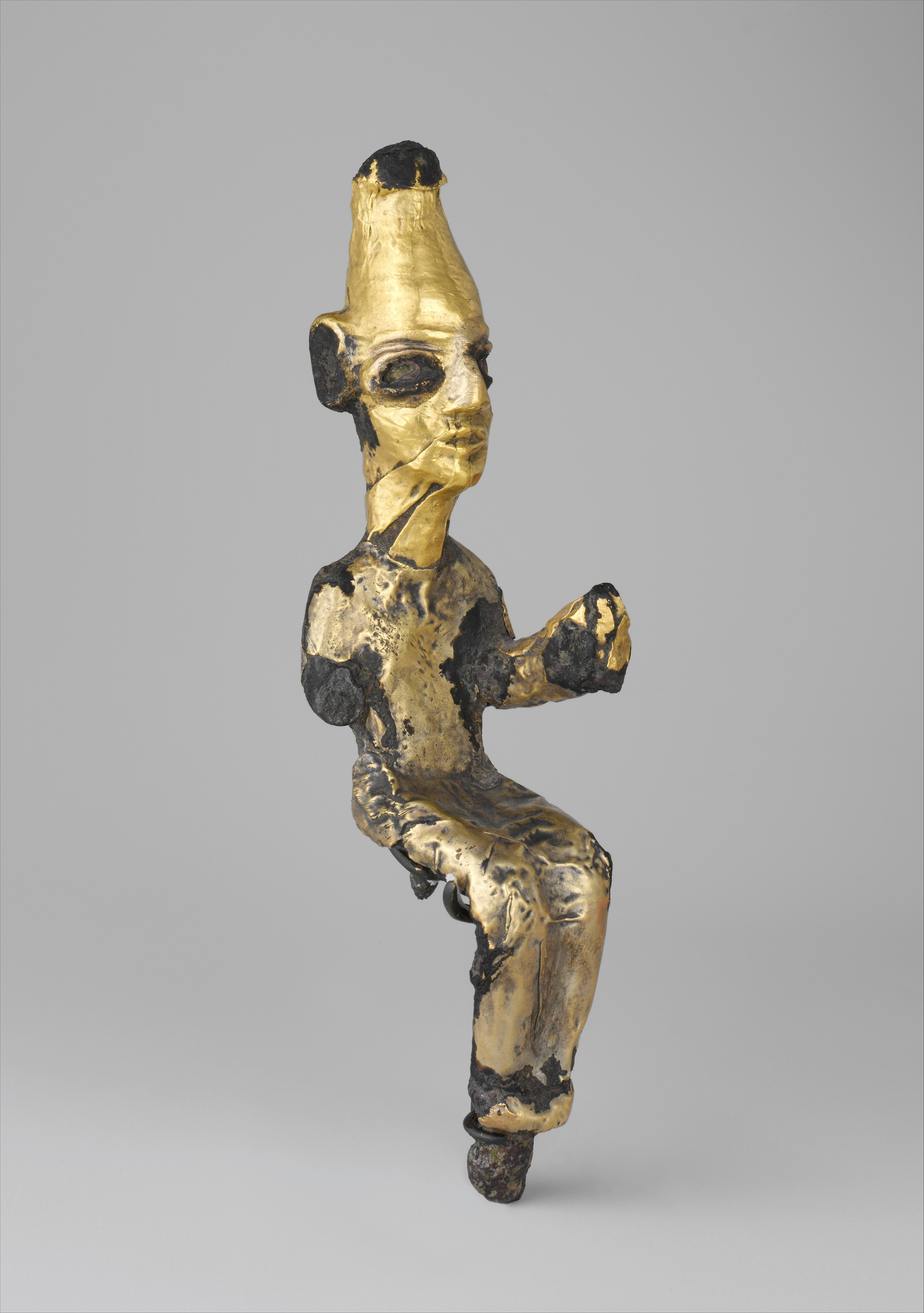
왕좌에 앉은 신 (기원전 14–13세기에 청동 및 금박으로 제작, 높이: 12.7 cm, 메트로폴리탄 미술관 소장

가나안에는 오늘날의 레바논, 이스라엘, 팔레스타인, 요르단 북서부, 시리아의 일부 서부 지역이 포함되었다.:13 고고학자 조나단 N. 터브는 "암몬인, 모압인, 이스라엘인, 페니키아인은 의심할 여지 없이 그들만의 문화적 정체성을 이루었지만, 그들은 모두 인종적으로는 가나안인이었다"고 말했다.:13–14
가나안이라는 명칭이 특정한 셈어 구사 인종 집단이 사는 곳을 나타내는지, 혹은 이 인종 집단의 본거지를 나타내는지, 아니면 이 인종 집단이 다스리는 지역을 나타내는지, 이 세가지를 모두 적용한 것인지에 대해선 불확실하다.
가나안 문명은 짧은 기간의 기후 변화로 중단된 오랜 기간의 안정적인 기후에 대한 대응이었다. 이 기간 동안 가나안인들은 고대 중동의 문명인 고대 이집트, 메소포타미아(수메르, 아카드, 아시리아, 바빌로니아), 히타이트, 크레타 문명 사이의 중간 위치로부터 이익을 얻었으며, 해안을 따라 상인 제후들의 도시국가들, 내륙에는 농업을 전문으로 하는 소왕국들이 있었다. 해안 도시와 농촌 배후지 사이의 이러한 극성은 가나안 신화에서 테슙 (후르리인) 또는 바알 하다드 (셈어의 아모리인 / 아람인)라고 다양하게 불리는 폭풍의 신과 수신인 얌 사이의 투쟁으로 설명된다. 초기 가나안 문명은 작은 성벽으로 둘러싸여 있는 시장 마을들로 다양한 지역 원예 상품들을 재배하는 농민들에 의해 둘러싸여 있으며, 올리브, 포도, 및 피스타치오 등의 상업적 재배와 함께, 주로 밀과 보리 등의 광범위한 곡물 작물 재배로 둘러싸여 있다. 초여름의 수확은 양치기들이 우기 동안에는 그들의 양떼와 함께 머물다가 여름에는 물 공급에 더 가까운 수확된 그루터기에서 방목하기 위해 돌아오는 환류 유목이 실행되는 계절이었다. 이러한 농업 주기에 대한 증거는 게제르 달력과 그 해의 성경의 순환에서 발견된다.

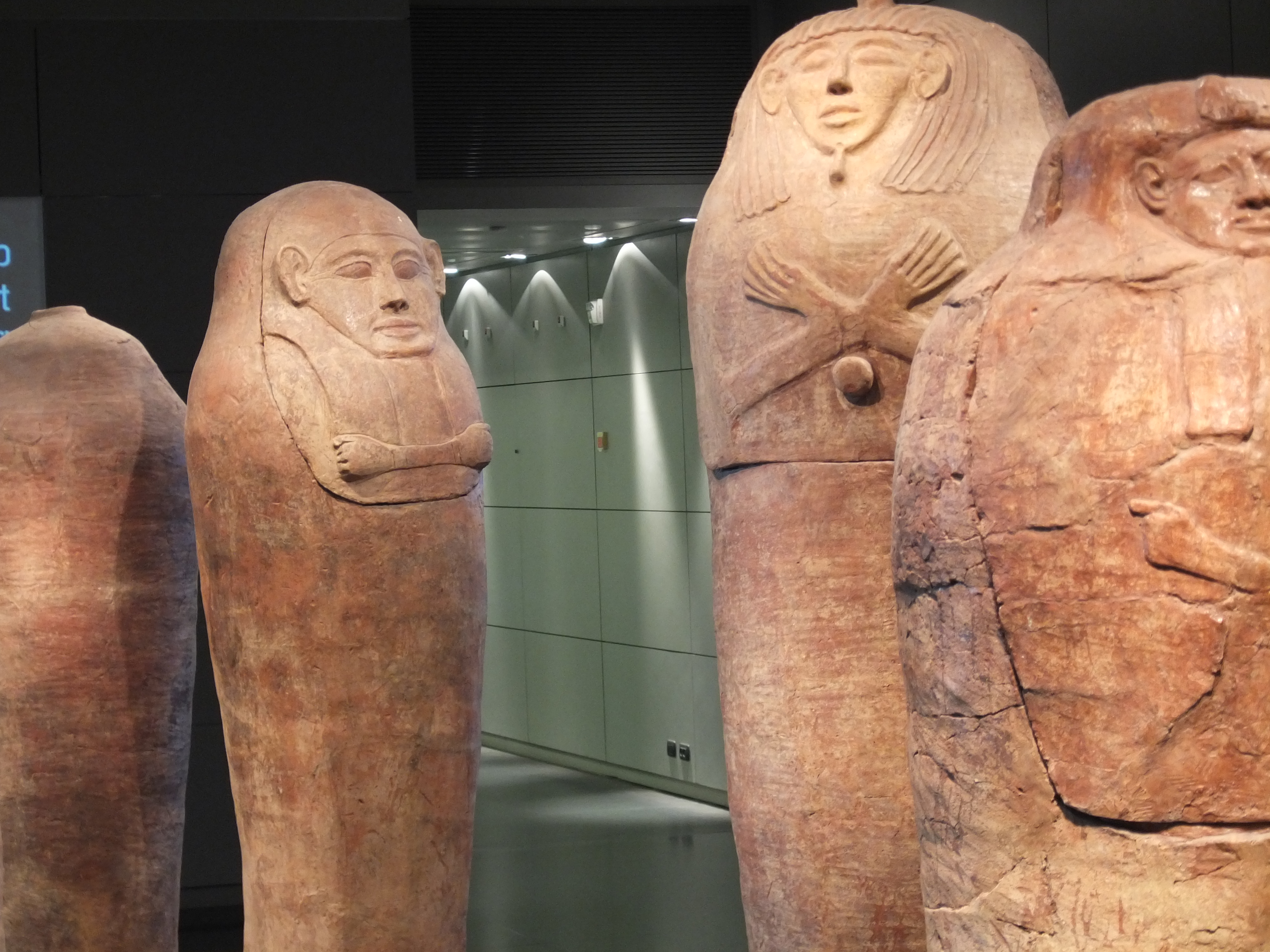
가나안의 사르코파구스 (이스라엘 박물관)

급격한 기후 변화의 시기에는 일반적으로 지중해 혼합 농업 시스템이 붕괴되었고, 상업적 생산은 자급자족 농산물로 대체되었으며, 환류 목축업은 1년 내내 유목민들의 목축 활동이 되었으며, 부족 집단들은 그들의 양떼를 데리고 북쪽으로 유프라테스강, 남쪽으로 이집트 삼각주를 순환하는 패턴으로 방황하였다. 때때로 부족장들이 나타나 적 정착촌을 약탈하고 전리품이나 상인들에게 부과된 관세로 충성스러운 추종자들에게 분배하기도 하였다. 도시들이 연합하여 보복하고, 이웃 국가가 개입하거나, 족장들이 재산의 역전을 겪는다면, 동맹국들이 사라지거나 부족간의 불화가 다시 돌아올 것이다. 성경에 나오는 족장들의 이야기는 그러한 사회적 형태를 반영한다고 제시되고 있다. 메소포타미아의 아카드 제국의 붕괴와 이집트 제1중간기에 일어난 힉소스의 침략과 아시리아 및 바빌로니아의 중기 청동기 시대의 종말, 그리고 후기 청동기 시대에 일어난 붕괴 동안, 이집트, 바빌로니아, 그리고 아시리아가 약간의 고립 상태로 빠지면서, 가나안 지역을 통한 무역 활동이 감소하였다. 이후 기후가 안정되자 먼저 해안을 따라 블레셋과 페니키아 도시들의 지역에서 무역이 재개되었다. 시장이 재개발되면서, 해안의 무거운 관세를 피할 수 있는 새로운 무역로가 카데쉬 바로네아에서 헤브론, 라기스, 예루살렘, 벧엘, 사마리아, 세겜, 실로에서 갈릴리를 거쳐 이즈렐, 하솔, 메기도까지 발전했다. 가나안인들의 2차 도시들이 이 지역에서 발전했다. 경제가 더 발전하면, 아일랏, 팀나, 에돔(세르), 모압, 암몬, 그리고 아람의 다마스쿠스와 팔미라로 이어지는 세 번째 무역로가 만들어졌다. 블레셋, 티레, 이스라엘, 유다 등 초기의 국가들은 가나안에서 이루어지는 내부 무역 활동을 통제하려고 시도했으나 실패했다.
결국 이 무역의 번영은 고대 이집트, 아시리아, 바빌로니아, 페르시아, 고대 그리스, 고대 로마와 같은 더 강력한 지역 이웃들을 끌어들여 가나안인들을 정치적으로 통제하게 만들었으며, 가나안인들은 이들에게 공물, 세금, 관세를 납부해야 했다. 종종 이러한 시기에는, 철저한 과도한 방목이 기후적 붕괴를 초래하고 그 순환의 반복을 초래한다. 이후 가나안 문명의 몰락은 이 지역이 그리스-로마 세계(유다이아 속주)에 통합되면서 일어났다. 가나안 문명의 두 개의 언어 중 하나인 서아람어는 아직도 시리아에 있는 다수의 작은 마을에서 사용되고 있는 반면, 페니키아 가나안어는 서기 100년경에 사어로 전락하며 사라졌다. 아카드어의 영향을 받은 동아람어군은 이라크, 이란, 북동 시리아, 남동 튀르키예의 기존 아시리아인들에 의해 여전히 사용되고 있다.
텔 카브리는 중기 청동기 시대(기원전 2000–1550년)의 가나안 도시의 유적들이 존재한다. 이 시기의 갈릴리 서부 지역의 대부분의 중요 도시들처럼 이곳은 중심부에 왕궁이 있었다. 텔 카브리는 온전한 상태로 발굴된 유일한 가나안 도시인데 이곳이 버려진 후 어떠한 도시도 그 위에 지어지지 않았기 때문이었다. 이곳은 주요한 가나안 외부의 문화적 영향력이 미노아 문명이었다는 점에서 주목할만한데, 미노아 방식의 프레스코화가 텔 카브리의 왕궁을 장식하고 있다.

## 유전학 연구
2020년 유전자 분석에 따르면, 청동기 시대 가나안 사람의 인구는 칼콜리트 자그로스 산맥과 청동기 시대 코카서스와 관련된 인구와 함께 이전 지역 신석기 시대의 인구의 후손이라는 것이 밝혀졌다. 연구원들에 따르면, 이 혼합물은 아마도 기원전 2500년에서 1000년 사이에 자그로스 및 캅카스에서 레반트로 계속 이주한 결과일 것이라고 한다. 이 연구는 또한 가나안 사람의 인구가 대부분의 오늘날의 유대인 집단(특히 아슈케나짐 유대인, 모로코 유대인)과 레반트 아랍어를 사용하는 집단(드루즈, 팔레스타인, 레바논, 요르단, 베두인 및 시리아인 포함)에 기여했다는 것을 보여준다. 이 집단들은 청동기 시대 레반트와 칼콜리트 자그로스에 살았던 집단과 관련된 사람들의 혈통이 50% 이상인 것과 일치한다.

## 같이 보기
- 가나안